# Baranyahídvég
Baranyahídvég [baraňahídvék] (chorvatsky Idvik) je obec v Maďarsku v župě Baranya, spadající pod okres Sellye. Nachází se asi 13 km jihovýchodně od Sellye. Žije zde 174 obyvatel. Dle údajů z roku 2011 tvoří 98,9 % obyvatelstva Maďaři a 36,2 % Romové, přičemž 1,1 % obyvatel se ke své národnosti nevyjádřilo.

## Sousední obce
| Růžice kompasu |         |                | Páprád | Růžice kompasu |
| Růžice kompasu | Vajszló | Sever          | Sámod  | Růžice kompasu |
| Růžice kompasu | Vajszló | Baranyahídvég  | Sámod  | Růžice kompasu |
| Růžice kompasu | Vajszló | Jih            | Sámod  | Růžice kompasu |
| Růžice kompasu | Hirics  | Kisszentmárton | Cún    | Růžice kompasu |